# Hermann Gaub

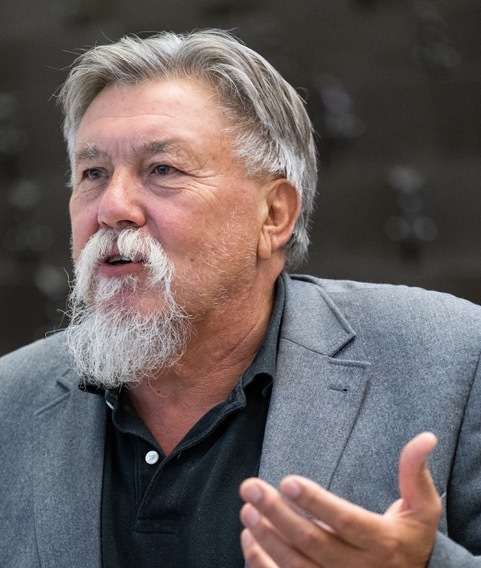
Hermann Gaub, 2019

Hermann Eduard Gaub (* 11. Oktober 1954 in Laupheim) ist ein deutscher Biophysiker.

## Leben und Werk
Gaub studierte Physik an der Universität Ulm und der Technischen Universität München. 1981 erwarb er sein Diplom, und 1984 wurde er zum Dr. rer. nat. promoviert. Als Postdoktorand weilte er an der Stanford University und an der University of California, Santa Barbara. 1991 erhielt er die Lehrberechtigung, und im darauffolgenden Jahr wurde er außerordentlicher Professor an der Technischen Universität München sowie Heisenberg-Stipendiat. Seit 1995 ist er ordentlicher Professor für Angewandte Physik an der Ludwig-Maximilians-Universität München. 1998 wurde er zum Honorarprofessor an der Jilin-Universität in Changchun (China) berufen.
Gaub forscht in der Biophysik, darin speziell mit dem Konzept molekularer Maschinen (Nanomaschinen). Er entwickelte mit Paul Hansma die Rasterkraftmikroskopie weiter und zusammen mit seinem Team einen nur aus einem Molekül bestehenden Motor.
Seit vielen Jahren ist Gaub auch Mitglied in der „Nanosystems Initiative Munich“ (NIM) und im „Center for NanoScience“ (CeNS) München.
1998 war Gaub an der Gründung der Atomic Force F+E GmbH beteiligt, die heute zu Oxford Instruments gehört. Im Jahr 2000 gewann Gaub den Münchner Business Plan Wettbewerb (MBPW) und gründete die Nanotype GmbH, die 2003 in die Insolvenz ging. 2002 war Gaub ein Mitgründer von Nanion Technologies.

## Veröffentlichungen
- über 280 Arbeiten in wissenschaftlichen Zeitschriften
- Membranpolymorphismus vernetzbarer Lipide. Eine Untersuchung der strukturellen und dynamischen Eigenschaften. Dissertation, München 1984
- Über die Entwicklung integrierter Membran/Festkörpersysteme als Modell für Zellmembranen und deren Untersuchung mit oberflächenempfindlichen Techniken. Habilitationsschrift, München 1991
- Von Zwergen und Quanten – Struktur und Technik des Kleinsten. Kosmos, Stuttgart 2002, ISBN 3-440-09583-5 (Deutsches Museum – Wissenschaft für jedermann, Band 2)

## Auszeichnungen und Mitgliedschaften
- 1986 German Biophysics Award
- 1993 Max-Planck-Forschungspreis, gemeinsam mit Paul Hansma, University of California
- 2000 Langmuir Lecture Award (American Chemical Society)
- 2001 Berlin-Brandenburgische Akademie der Wissenschaften
- 2004 Best of Small Tech Award (Small Time Magazine)
- 2004 Deutsche Akademie der Naturforscher Leopoldina[4]
- 2006 Kuratoriumsmitglied des Deutschen Museums in München